# Andre Agassi
Andre Kirk Agassi (født 29. april 1970 i Las Vegas, Nevada) er en tidligere amerikansk tennisspiller. Han har ligget nummer 1 på ATPs verdensrangliste og har vundet otte grand slam-titler. I øvrigt er han, Novak Djokovic, Roger Federer og Rafael Nadal de eneste herrespillere, som i moderne tennishistorie har vundet alle fire grand slam-titler i single.
Han er desuden kendt for sin flamboyante stil (tøj, hår) samt sine ægteskaber med først skuespilleren Brooke Shields og senere tennisspilleren Steffi Graf.

## Tenniskarriere
Agassi er søn af en iransk bokser, der emigrerede til USA og blev amerikansk statsborger. Andre Agassi lærte tidligt at spille tennis og blev professionel i 1986, hvor han fra begyndelsen især var kendt for sin rebelske optræden med særpræget tøjstil og langt hår. Således havde han det i begyndelsen at svært ved at spille spille Wimbledon, dels på grund af græsoverfladen, dels fordi der her herskede strenge påklædningsregler.
Han viste sig dog også som en fremragende tennisspiller, der nåede grand slam-finalerne tre gange, hvor han tabte, inden han efter at have overgivet sig og igen spillede Wimbledon i 1992 hentede sin første grand slam-sejr, netop i Wimbledon, da han vandt over Goran Ivanisevic i finalen. Derudover var han med til at sikre USA Davis Cup-trofæet tre gange i begyndelsen af sin karriere (1990, 1992 og 1995). Han vandt derpå også US Open i 1994 og Australian Open i 1995 og cementerede dermed sin plads i verdenstoppen. 
Da OL i 1996 blev afholdt i Atlanta, deltog Agassi i både single og herredouble. I double nåede han anden runde sammen med MaliVai Washington, men i single gik det bedre. Som topseedet klarede han sig, med visse problemer, frem til finalen, hvor han mødte den useedede spanier Sergi Bruguera med 6-3, 6-2, 6-1. Hans semifinalemodstander, inderen Leander Paes vandt bronze.
De følgende år blev de bedste for Agassi, der nu var mere fokuseret, og han vandt den manglende grand slam-turnering, French Open, i 1999, lige som han yderligere tre sejre i Australian Open (2000, 2001 og 2003) og én i US Open (1999).
Agassi meldte, at Wimbledon 2006 ville blive hans sidste af slagsen. Han stoppede karrieren efter US Open i august 2006. Han nåede at vinde 60 ATP-titler i single ud af 90 finaler, og han vandt 870 kampe med 274 nederlag gennem karrieren.

### Grand slam-titler
| Wimbledon 1992 |
| -------------- |

| Runde | Modstander | Score                      |
| ----- | ---------- | -------------------------- |
| 1.    | Chesnokov  | 5-7, 6-1, 7-5, 7-5         |
| 2.    | Masso      | 4-6, 6-1, 6-3, 6-3         |
| 3.    | Rostagno   | 6-3, 7-6(5), 7-5           |
| 4.    | Saceanu    | 7-6(1), 6-1, 7-6(0)        |
| QF    | Becker     | 4-6, 6-2, 6-2, 4-6, 6-3    |
| SF    | McEnroe    | 6-4, 6-2, 6-3              |
| F     | Ivanisevic | 6-7(8), 6-4, 6-4, 1-6, 6-4 |

### Dopingmisbrug
Agassi indrømmede i 2009 at han tilbage i 1997 havde været dopingmisbruger, og at han havde løjet om det.

## Anden aktivitet
Med sin livsstil og sin markante fremtræden var Agassi fra begyndelsen af sin tenniskarriere samtidig en kommerciel succes. Han markedsførte sig selv ud fra princippet "Image is Everything" og tjente stort på reklamer, mere end med sin sport.
Han er en af verdens rigeste sportsfolk og i top ti blandt tennisspillere. Han var i 2023 anslået til at have en formue på 145 millioner dollars.

## Privatliv
I 1997 blev han gift med skuespilleren Brooke Shields, et ægteskab der dog ikke holdt ret længe, idet de blev skilt i 1999.
Han havde da mødt kollegaen Steffi Graf ved vindernes fest efter French Open 1999. De blev derpå gift i 2001 og har sammen to børn, sønnen Jaden Gil (født 2001) og datteren Jaz Elle (født 2003).